# Brag (kortspel)

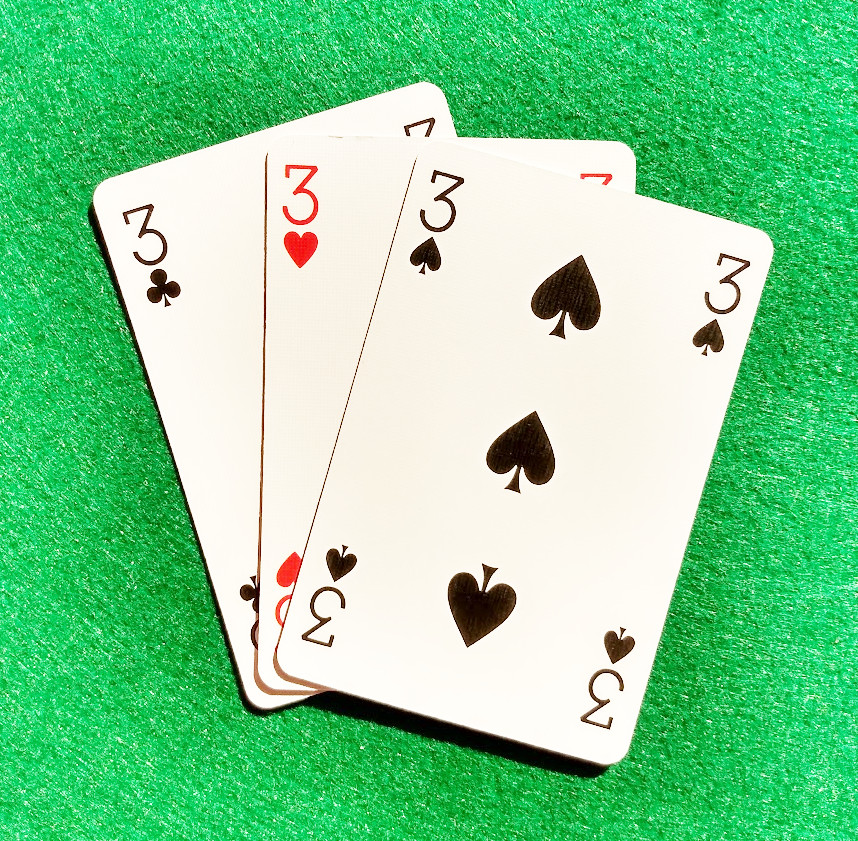
Den högsta handen i brag: triss i treor.

Brag, även kallat trekortsbrag, är ett brittiskt kortspel som är en alltjämt utövad föregångare till poker, från vilken det skiljer sig främst genom att varje spelare bara har tre kort på handen och att det inte förekommer några köp, det vill säga möjlighet att byta ut kort man tilldelats i given.
I likhet med poker är brag ett spel baserat på rangordnade kortkombinationer, kallade händer. I brag förekommer följande händer, från högst till lägst:
(1) Triss eller tretal, också kallat prial (en förkortning av pair royal, "kungligt par"): tre kort av samma valör

(2) Färgstege eller färgsekvens: tre kort i följd i samma färg

(3) Stege eller sekvens: tre kort i följd

(4) Färg: tre kort i samma färg

(5) Par: två kort av samma valör samt ett udda kort

(6) Högt kort: inget av ovanstående

Lika kombinationer rangordnas inbördes efter den högsta valören: exempelvis är ett par i damer högre än ett par i knektar. Undantag från denna regel är att en triss i treor räknas som högre än en triss i ess, och att en stege eller färgstege med ess, tvåa och trea slår ess, kung och dam.
Den spelare som är i tur att vara giv lägger en insats i potten och ger sedan alla deltagare inklusive sig själv tre kort var. I tur och ordning har sedan varje deltagare tre alternativ: att lägga en insats i potten som är lika stor som givens, att höja insatsen eller att kasta sina kort och avstå från vidare spel. Satsandet fortsätter tills alla har satsat lika mycket och den som höjde sist inte vill höja igen, eller när den överenskomna maximigränsen för insatser är uppnådd. Spelaren med den bästa handen vinner potten. Skulle alla spelare utom en ha lagt sig, går potten till den kvarvarande spelaren.
Reglerna för hur insatserna görs varierar; till exempel förekommer att en spelare kan satsa blint, alltså utan att titta på sina kort, och då bara betala halva insatsen. Man kan också följa samma principer för satsande som i poker.
Spelets namn har på engelska även betydelsen "skryt" eller "skryta".

## Varianter
I sjukortsbrag, som finns i två olika former, får varje spelare sju kort i given. I den ena spelformen väljer spelarna ut tre kort som ger en så bra hand som möjligt, och spelet tillgår sedan på samma sätt som i trekortsbrag. I den andra formen lägger alla en insats i potten innan korten delas ut; några ytterligare insatser görs inte. Spelarna väljer ut två händer vardera, och visar upp först sin bästa hand och därefter den andra. Man kan bara vinna potten om man har haft den högsta handen vid båda visningarna. Vinner ingen kvarstår potten till nästa giv och fylls då på med nya insatser.
Niokortsbrag spelas på ett liknande sätt som den andra formen av sjukortsbrag ovan. Nio kort delas ut till varje spelare och ska fördelas på tre händer. Potten delas inte ut förrän en och samma spelare vunnit alla tre visningarna, vilket innebär att den då kan ha hunnit växa till en avsevärd storlek.